# Parvilacerta parva
Parvilacerta parva — представник роду малоазійських ящірок родини Справжні ящірки.

## Опис
Невелика ящірка загальною довжиною до 14—16 см. Значну частину складає хвіст, який у 2 рази більше за тулуб разом з головою. Колір тулуба сірий або бурий. Голова невелика, трохи загострена, тіло трохи стиснуте. З боків є дві світлі смуги, між якими під час шлюбного сезону у самців з'являються зелені плями. Міжщелепний щиток торкається ніздрів. Кисть задньої ноги довше за голову. Забарвлення черева у обох статей коливається від біло-кремового до зеленувато-жовтого й яскраво-жовто-зеленого. Окремі щитки по краях черева та прилеглі до них тулубові лусочки у самців блакитно-сині або блакитні. Хвіст знизу жовтувато-кремового або білуватого кольору.

## Спосіб життя
Полюбляє гірські й скелясті місцини з рідкою рослинністю на висотах 800—2400 м над рівнем моря. Ховається поміж каміння. Активна вдень. Харчується комахами та дрібними безхребетними. При небезпеці може відкидати досить ламкий хвіст. Цей вид з'являється після сплячки в середині квітня і зникає з поля спостережень у кінці вересня.
Це яйцекладні ящірки. Статева зрілість наступає у 2 роки. Самиці відкладають до трьох кладок, що містять 2—5 яєць. Перша кладка, кладеться в кінці червня — на початку липня, друга — наприкінці серпня. Молодь з'являється з кінця липня. Статева зрілість настає після другої зимівлі.

## Розповсюдження
Схід Малої Азії, Вірменія. Серйозних загроз для цього виду в наш час[коли?] немає. Вид включений до Червоної книги СРСР (1984) та Вірменії (1987) як вимираючий вид (EN).